# Barbazan-Debat
 Barbazan-Debat  (en occitano Barbadan Devath) es una población y comuna francesa, situada en la región de Mediodía-Pirineos, departamento de Altos Pirineos, en el distrito de Tarbes y cantón de Séméac.
No está integrada en ninguna Communauté de communes.

## Demografía
Forma parte de la aglomeración urbana de Tarbes.
| 526 | 575 | 713 | 742 | 843 | 814 | 863 | 802 | 782 | 687 | 677 | lac. | 641 | 674 | 604 | 610 | 578 | 544 | 524 | 533 | 504 | 598 | 560 | 557 | 545 | 551 | 524 | 744 | 1 365 | 3 204 | 3 536 | 3 504 | 3 330 | 3 432 |
| Para los censos de 1962 a 1999 la población legal corresponde a la población sin duplicidades (Fuente: INSEE [Consultar]) |     |     |     |     |     |     |     |     |     |     |      |     |     |     |     |     |     |     |     |     |     |     |     |     |     |     |     |       |       |       |       |       |       |